# William Steig
William Steig (* 14. November 1907 in New York City; † 3. Oktober 2003 in Boston, Massachusetts) war ein US-amerikanischer Cartoonzeichner und Kinderbuchautor. Er ist der Vater des Jazzflötisten Jeremy Steig.

## Leben
Er wollte nie erwachsen werden, das brachte er in über zwei Dutzend Kinderbüchern zum Ausdruck. Zuvor war Steig zum König der Cartoons avanciert. 1930 kaufte der New Yorker seine erste Zeichnung, 117 Titelbilder folgten. Sein größter Erfolg gelang dem Picassoliebhaber Anfang der Neunziger: Steig erfand das grüne schlechtgelaunte Monster Shrek, das später zum Helden einer sehr erfolgreichen Trickfilm-Reihe wurde. Kurz vor seinem Tod wurde sein 1984 verfasstes und gefeiertes Bilderbuch über die Schöpfungsgeschichte wieder aufgelegt: Gelb und Rosa. Allem Ruhm zum Trotz blieben Kinder seine Lieblingskunden.

## Werke
- 1932, Man About Town
- 1939, About People: A book of symbolical drawings by William Steig
- 1941, How to Become Extinct (Text von Will Cuppy; Illustrationen von Steig)
- 1942, The Lonely Ones
- 1944, All Embarrassed
- 1944, Small Fry
- 1945, Persistent Faces
- 1946, Mr. Blandings Builds His Dream House (Text Eric Hodgins; Illust. Steig) (dt. Mr Blandings baut sein Traumhaus: Roman, Berlin-Grunewald, F. A. Herbig, 1951)
- 1947, Till Death Do Us Part: Some Ballet Notes on Marriage
- 1948, Listen, Little Man! (Text Wilhelm Reich; Illust. Steig) (Orig. Rede an den kleinen Mann, 1945)
- 1950, The Decline and Fall of Practically Everybody (Text Will Cuppy, Editor Fred Feldkamp; Illust. Steig)
- 1950, The Agony in the Kindergarten
- 1950, Giggle Box: Funny Stories for Boys and Girls (Ed. Phyllis R. Fenner; neue Illust. Steig)
- 1951, The Rejected Lovers
- 1953, Dreams of Glory and other drawings
- 1963, Continuous Performance
- 1968, CDB! (New York: Windmill Books) – Bilderbuch
- 1968, Roland the Minstrel Pig (dt. Roland, der fahrende Sänger, Reinbek: Carlsen, 1974)
- 1969, Sylvester and the Magic Pebble (dt. Sylvester und der Zauberkiesel, Carlsen, 1972)
- 1969, The Bad Island (auch 1984, Rotten Island) (dt. Die Dracheninsel, Recklinghausen: Bitter, 1972)
- 1970, Bad Speller
- 1970, Eye for Elephants
- 1970, Lonely Ones
- 1971, Amos & Boris (dt. Amos und Boris, München: Heyne, 1972)
- 1972, Dominic (dt. Dominic, Hildesheim: Gerstenberg, 1992)
- 1972, Male/Female
- 1973, The Real Thief (dt. Der wahre Dieb, Gerst., 1998)
- 1974, Farmer Palmer's Wagon Ride (dt. Bauer Schlauer fährt zur Stadt, Boje-Verlag, 1978)
- 1976, Abel's Island (dt. Eine Maus aus gutem Haus, Stuttgart: Boje-Verlag, 1978; Abels Insel, Gerst., 1993)
- 1976, The Amazing Bone
- 1977, Caleb + Kate (dt. Kaleb und Käthe, Zürich: Diogenes-Verlag, 1980)
- 1978, Tiffky Doofky (dt. Tiffky Duffky, Diogenes-Verlag, 1981)
- 1979, Drawings
- 1980, Gorky Rises (dt. Gorki hebt ab, Gerst., 1991)
- 1982, Doctor De Soto (dt. Doktor De Soto, Düsseldorf: Hoch, 1983)
- 1984, CDC?
- 1984, Doctor De Soto Goes to Africa (dt. Doktor De Soto geht nach Afrika,  Gerst., 1993)
- 1984, Ruminations
- 1984, Yellow & Pink (dt. Gelb und Rosa, Gerst., 2000)
- 1985, Solomon: The Rusty Nail (dt. Solomon, der rostige Nagel, Gerst., 1992)
- 1986, Brave Irene (dt. Irene schafft's, Gerst., 1993)
- 1987, The Zabajaba Jungle
- 1988, Spinky Sulks (dt. Spinki zieht aus, Gerst., 1991)
- 1988, Consider the Lemming (Text Jeanne Steig, Illust. W. Steig)
- 1990, The Old Testament Made Easy (neu erzählt Jeanne Steig, Illust. W. Steig)[1]
- 1990, Shrek! (dt. Shrek!, Gerst., 1991)
- 1990, Our Miserable Life
- 1992, Strutters & Fretters, or, The Inescapable Self
- 1992, Alpha Beta Chowder (Text Jeanne Steig, Illust. W. Steig)
- 1994, Zeke Pippin (dt. Egbert und die Mundharmonika, Gerst., 1997)
- 1995, Grown-ups Get to Do All the Driving (dt. Erwachsene machen, was sie wollen, Gerst., 1996)
- 1996, The Toy Brother (dt. Der Zaubertrank, Gerst., 1997)
- 1997, Toby, Where Are You? (Text William Steig, Illust. Teryl Euvremer)
- 1998, A Handful of Beans: Six Fairy Tales (neu erzählt Jeanne Steig, Illust. W. Steig)
- 1998, Pete’s a Pizza (dt. Pizza-Piet, Gerst., 1999)
- 1999, The Flying Latke (Text Arthur Yorinks, Illust. Steig)
- 2000, Made for Each Other
- 2000, Wizzil (Text William Steig, Illustr. Quentin Blake)
- 2001, A Gift from Zeus: Sixteen Favorite Myths (neu erzählt Jeanne Steig, Illust. W. Steig)
- 2001, Sick of Each Other
- 2002, Potch & Polly (Text William Steig, Illust. Jon Agee)
- 2002, Which Would You Rather Be? (Text William Steig, Illust. Harry Bliss)
- 2003, When Everybody Wore a Hat
- 2003, Yellow & Pink (neues Format)
- 2004, Heart and Humor: The Picture Book Art of William Steig (Text Jane Bayard Curley et al.), Amherst: Eric Carle Museum of Picture Book Art[2]
- 2007, The Art of William Steig (Text Claudia J. Nahson et al.), New York: Jewish Museum[3]
- 2011, Dogs, Men, Women, Ninnies, & Clowns: The Lost Art of William Steig (Text Jeanne Steig), New York: Abrams ComicArts[4]